# Great Bernera
Great Bernera (gael. Bearnaraigh Mòr) – wyspa w Szkocji, należąca do archipelagu Hebrydów Zewnętrznych.